# Pod křídlem tajfunu
Pod křídlem tajfunu je název společného českého vydání dvou detektivních povídek od ruských sovětských spisovatelů. První z nich je Tajfun (1976, Тайфун) od Viktora Alexejeviče Pronina (1938–2023) a druhou Křídlo tajfunu (1975, Крыло тайфуна) od Nikolaje Ivanoviče Korotějeva (1927–1978). Povídky spojuje to, že jejich děj je situován do vzdálených východních oblastí Sovětského svazu a že do děje významně zasahuje tajfun.
Povídky vydalo roku 1980 nakladatelství Albatros jako 136. svazek své sešitové edice Karavana, přeložili je Jaroslava Bitzanová a Julie Heřmanová a ilustroval Jiří Pavlík.

## Obsah knihy
- Viktor Alexejevič Pronin: Tajfun. Povídka se odehrává na Sachalinu ve městě Južno-Sachalinsk a v jeho okolí a popisuje práci kriminalistů, kteří mají za úkol dopadnout pachatele velké loupeže v místním obchodním domě. Tomu tajfun zabrání uprchnout.
- Nikolaj Ivanovič Korotějev: Křídlo tajfunu. Povídka popisuje boj s nelítostným pytlákem v tajze východní Sibiře, který vybíjí celá stáda jelenů maralů, aby se obohatil prodejem léčivých látek z jejich paroží a který se neštítí ani vraždy. Snaží se tajfun využít ke svým záměrům, ale díky odvážným kriminalistům je dopaden.